# Veine circonflexe iliaque profonde
La veine iliaque circonflexe profonde est formée par l'union des veines accompagnant l'artère circonflexe iliaque profonde, et se jette dans la veine iliaque externe environ 2 cm au-dessus du ligament inguinal. Elle reçoit également de petites branches tributaires de la veine thoraco-épigastrique.